# グレネーダー
『グレネーダー』は、月刊少年エースに連載されていた海瀬壮祐の漫画作品。単行本は全7巻。また、それを原作としたテレビアニメ。

## 概要
この物語は西部劇をベースにした戦国時代風異世界の物語である。科学技術が異常発達し、バズーカやミサイル、ロケットランチャー、巨大ロボットなどといった近代兵器が数多く登場する世界において、主人公の天道琉朱菜は、連発式リボルバーだけで戦っている。琉朱菜は敵に手傷を負わせるも敵の戦意喪失と和解を目的としているため、急所は必ず外しており、敵を死に至らしめるような描写はされていない。ただし、琉朱菜以外の登場人物で、もう一人の主人公である虎島弥次郎や、紅桃華、道化師などと言ったキャラが物語の進行で直接手を下す場合がある。
テレビアニメ版は原作から大幅にアレンジされている（詳細は後述）。

## ストーリー
自分の故郷を目指して旅をしているガンマン、天道琉朱菜はその過程で出会った侍の虎島弥次郎、風船使いの紅みかんと共に襲い来る苦難を乗り越えていく。そんなある日、中央天都の天子から琉朱菜に対して賞金首がかけられる。そしてさらに道化師の刺客や十天閃らに命を狙われた琉朱菜は、天子の真意を聞くために中央天都を目指す。

## 登場人物

### 主要人物
天道 琉朱菜（てんどう るしゅな）
声 - 高橋美佳子
年齢：17歳（アニメ版は16歳） / 身長：168cm / B・W・H：104・53・82
本作の主人公。向日葵のような長い金髪と巨乳を持った美少女「閃士」。敵の戦意を無くす為に、「抜き身である事（自分が戦意がない事を示す）」、「笑顔でいること」、「抱きしめる（優しさで包み込む）事」、そして「敵の鎧をはがす（敵も抜き身の状態にする）事」を心掛けて戦っているため、急所を狙う戦い方は先ずしない。性格は、かなりの天然で素直であり、真っ直ぐな一面もある。原作漫画版においてはガサツで子供っぽい言動が目立つ。好きな事は入浴する事で、見た目とは裏腹に大食い。閃士としての腕前はかなりのもので、道化師（開山道士）も認めるほどの洞察力と集中力に加え、桁外れな瞬発力と察知能力（壁越しでも誰がいるか分かる）を兼ね備えている。ピンチに陥る時が多々あるが自慢の笑顔で乗り切っている。また、実は伝説の「殲滅閃士（グレネーダー）」と呼ばれる現天下最強の閃士であるが、開山道士から称号についてを聞かされるまで、本人は知らなかった。一連の事件解決後、天子から改めて「ほほえみ閃士（グレネーダー）」の称号を貰った。
原作では終盤で祖国に帰るという夢を打ち砕かれ、弥次郎から虚勢を張る必要など無いと諭され、弥次郎の前で初めて大粒の涙を流した。その時に初めて互いの「想い」に気付いたのか、最終回で語られる未来では弥次郎と結ばれた事が明かされた。また、トレードマークの長髪も道化師との最終決戦で断髪されている。
アニメ版では、母性的でたおやかな言動になり、弥次郎に対しても敬語を使っている。元々は、十天閃候補生から選ばれた天子の影武者の1人であり、天子の「敵の戦意を無くす事が究極の戦術」という志を受け継ぎ、その戦術を広める為に故郷への旅をしている。
武器は連発式リボルバー。弾は6発までだが、胸にストックの弾が隠されており、補充の際には身体を回転させて遠心力で胸から弾を一瞬で銃にセットさせること（「おっぱいリロード」と称される）で、連射早撃ちを得意としている。また、撃鉄は｢命の重さ｣を自覚するため、固く設定されている。
原作漫画の設定では、「琉朱菜」の名は遠い昔にいたという殲滅閃士に因み、早雲が名付けた事になっている。
なお電子書籍サイト『コミックシーモア』での1巻の解説では「金髪、青い目の少女」と記されているが、原作でもアニメでも目の色は黄色である。
- 銃：六弾倉回転式拳銃/向日葵三十八式/秋桜七式
- 弾：通常弾/超爆裂鉄甲弾/特殊水中弾
- 技：ゼロ距離射程閃術（天竜星撃/六魂星撃）

虎島 弥次郎（こじま やじろう）
声 - 中井和哉
虎島一族最強の｢剣士｣。琉朱菜とは、夜盗から殿を救ける為の助っ人をしており、追手から逃げていた際に温泉に入っていた所で偶然出会った。その後、夜盗と再度対決する際に、琉朱菜の実力を目にし、一緒にいれば天下を取れるという事で一緒に旅をする事を決める。天下を取る事を目的としているのは世の中の乱れを正すために自分が天下をとらなくてはいけないと思っている為である。琉朱菜からは「やっちゃん」（琉朱菜曰く「弥次郎という顔じゃないから」）みかんからは「ムッツリ」と呼ばれている。不遇な目に会うことが多く気絶している間に戦闘が終わっていたりする事があるが、実は｢しんがりの虎｣と呼ばれており、桃華曰く「戦の場では誰も知らない者がいない」と言われるほどの実力者である。作中でも亜音速で発射される砲弾を一刀両断したり、原作では琉朱菜すらてこずった鬼阿修羅の腕をぶった切っている。侍らしく義理堅い一面もあり、原作漫画では女性が死ぬ事にトラウマを持っている。「閃士」の事を、「命の重さ」を引き金の重さほどにしか感じてないという事で毛嫌いしており、「命の重さ」をその掌（たなごころ）で感じる事が出来る「剣士」の道を今でもなお貫いているが、琉朱菜だけは認めている。
アニメ版では設定が異なり、世の中の乱れの原因が天子だと頑なに信じており、昔は都に向かう反乱軍の1人でもあった。琉朱菜と旅を続けるにつれ、天子の考えに共感し、天下を取ることではなく戦意無くす事こそが戦乱の世を治める方法だと考えを変えた。都では、琉朱菜とは別行動とっていたところ地下の牢獄部屋で天子と出会い真意を確かめ刹那の企みを知り、天子を牢獄から救い出した。その後道化師との最終決戦では、「しんがりの虎」としての実力を発揮し、追い込むことに成功し、最終的に、自分なりの「敵の戦意を無くす事が究極の戦術」を実行し、道化師に勝利する。
- ナマクラ/虎牙の大太刀

紅 みかん（くれない みかん）
声 - 松岡由貴
風船を自由自在に操れる「風船使い」の少女。一人称は“おいら”。紅桃華が経営している桃華楼で働いていて、お客の刀などをくすねていた事があった。旅途中で立ち寄った琉朱菜の銃もくすねたがすぐ気づかれてしまった。昔、ガン蔵率いる野党山賊“天魔棟”に両親を殺され、桃華に拾われる。桃華に恩義を感じているが、ガン蔵の恨みを消す事はできなかった。しかし、桃華や琉朱菜の戦いを通し「命の重さ」の大切さや「敵の戦意を無くす事が究極の戦術」の志を学んだ。その後は、琉朱菜達と共に旅に出ており得意の風船技を使い琉朱菜達を援護している。
風船にもいろいろ用途があり、目眩しといったものから変わり身の術・空を飛ぶ・ビニールプールを作る・服にする（バニガールとうさぎの着ぐるみ）・ダイヤモンドの繊維を織り込んだ銃弾も通さない風船を乗り物にして転がるなどがある。また風船をすぐ膨らませれるように、小型の空気入れを持っており、琉朱菜の水中戦では、これを琉朱菜に渡し一役買った。都でも、飛鷹風船を使い桃華を呼んだり、弥次郎を助けたりと活躍し、アニメ版では最終的に桃華楼の3泊4日無料宿泊券を使い、兵士達の戦意を無くさせるというみかんなりの「戦意無くす事が究極の戦術」をやってみせた。原作漫画では太陽光絡繰という最強の力を手にした道化師に、風船という最弱の力でその命脈を断たせるという貢献を成し遂げている。
- 風船/飛鷹風船蹴爪/甲羅風船/カメレオン風船/メガバルーンパンチ

### 中央天都
天子（てんし）
声 - 本多知恵子
中央天都を統治する人物で、「敵の戦意を無くす事が究極の戦術」である事を提唱している。各国を平和に導くため、琉朱菜を旅に出させた。かなりの天然で琉朱菜と似たもの同士で察知能力も琉朱菜に負けず劣らずといったほどである。彼女を守護する「十天閃」と呼ばれる腕利きの閃士が存在している。
なお原作では全くと言っていいほど出番が無く、十天閃が琉朱菜を襲うのも彼（女）らの独断専行（並びに道化師の差し金）という事になっている。
大御堂 刹那（おおみどう せつな）
声 - 本多知恵子
アニメオリジナルキャラクター。天子を地下の牢獄部屋に監禁し天子に成りすました人物で、琉朱菜を手配書の賞金首に仕立てた張本人。原作におけるナマリに相当するキャラ。
その正体は天子の影武者で、力ある者を諸国に反し戦国の世を治めようと企んだ。その究極の戦法として琉朱菜の殲滅閃士（グレネーダー）の名を諸国に広めるため琉朱菜に刺客を送り込み琉朱菜との戦いに敗れた「十天閃」を道化師（開山道士）により葬り「十天閃」を殺した相手を琉朱菜にすり替え諸国中に広めた。それにより震え上がるほどの天都達の力を見せつけ敵の戦意を消すためであった。
琉朱菜と同じく十天閃候補生から選ばれた影武者の1人で花の枝を折った事で琉朱菜に見抜かれるまで誰にも気づかれなかったほどの影武者としての実力を持っており、閃士としての腕も琉朱菜と同じ訓練を受けている為、瞬発力・洞察力も含め互角である（おっぱいリロードも使える）。しかし、琉朱菜が旅で得た経験と「敵の戦意を無くす事が究極の戦術」によって敗れた。その後和解し旅に出た様子が描かれている。あくまでオマケだが『一方その頃劇場』では道化師と男女の関係である事が示唆された。
霞（かすみ）
声 - 佐久間紅美
アニメオリジナルキャラクター。刹那の側近の一人。元裏部隊。かつて弥次郎の仲間（部隊は別）で、あったが天下統一を図るため弥次郎を欺き刹那や開山道士に加担していた。最後は藍前鉄破により戦意を失い鉄破を好きになってしまう。弥次郎からは「霞ねえさん」と呼ばれていた。
金剛 早雲（こんごう そううん）
原作「天都大乱編」に登場する、おでん屋の老紳士。その正体は琉朱菜の養父で、十天閃の開祖。カメラ好きで親馬鹿（師匠バカ）。「本当に強い者は敵を力で叩きのめす者ではなく、戦意を挫く事の出来る者」という琉朱菜の思想は早雲譲りでもある。数年前に両目を道化師により奪われ盲目となっている。
- 技：双流星撃返し/双流星撃「銀河」/火竜巻図

銀 ナマリ（しろがね ナマリ）
原作のみ登場する女閃士。琉朱菜に匹敵するほどの巨乳でおっぱいリロードも使える。帝都に乗り込もうとした琉朱菜を三蔵と共に強襲し、弥次郎に重傷を負わせた。その才能は琉朱菜すら凌ぐほどで、銃弾を指で弾いただけでリボルバー並みの威力を持たせ、終いには歯で噛んで銃弾を止めるほど（本人曰く「食後に必ず歯を磨いていたらこうなった」）。左目が義眼「万透眼（スキャンガン）」になっている。
その正体は早雲の一番弟子で流朱菜のかつての義姉で、反朝廷軍（アンチ）の総帥。幼い頃にクマか琉朱菜を庇って左目を潰され顔を大きく抉られたことから琉朱菜を憎悪し、彼女を殺し自らが成り代わろうという野望に憑りつかれる。その過程で道化師と出会い、多腕絡繰「鬼阿修羅」とナバンバの深奥に隠されていた殲滅要塞戦艦「死角（デスホーン）」を託された。琉朱菜を殺すのに協力する代償として帝都を滅ぼそうとしたが、弥次郎や早雲の助けを得て己を「超えた」琉朱菜に脱帽し、改心した。
道化師との最終決戦では琉朱菜と共にタッグを組み、野望に終止符を打った。
- 鬼阿修羅

### 十天閃
アニメ版では数人しか登場しない。
紅 桃華（くれない とうか）
声 - 小菅真美
年齢：25歳 / 身長：170cm / B・W・H：96・58・89
「桃華楼」の女将で元十天閃の「拳槍閃士」。天子の志を受け継ぐ琉朱菜の「同志」であり、楼閣によって男達の戦意を無くし戦乱の世を終わらせる事を目的としている。
性格は気さくで、かなりの姉御肌。身寄りの無い少女達を引き取り娘同然に可愛がっている。肺病を患っているが閃士としての腕もいまだ衰えておらず、武器は、先端についている黒い球体が特徴の拳槍閃。球体に触れると爆発するようになっており、鎖を伸ばす事で遠距離攻撃にも対応出来る作りになっており、琉朱菜の銃弾も全て鎖で弾くという事をやってみせた。また敵の身につけているもの括りつけ爆発させるという事も出来る。最初は琉朱菜を賞金首であるからと容赦なく襲ってきたが持病を患っている事に気付いているにかかわらず琉朱菜が降参と言い、少女達に心配をかけないようにしてくれた事に気付き和解、桃華が病である事は以後2人だけの秘密となっている。みかんが旅に出る際、弥次郎に目を話さぬようにとの忠告した。
原作では現十天閃全員の師匠であり、メンバー全員が彼女の事を畏れ慕っていた。肺を病み十天閃を退いた際には「桃華は死んだ」と誤解していたため、その存命を知った際には桜華、白尾、黄魔の三名は「絶対にぶちのめしたる!!」と雪辱に燃えていた。
アニメではみかんからの知らせを聞き、蛮丸のからくり砲弾で天都に赴き琉朱菜と弥次郎の助太刀をし、兵士達を一括するなどその存在力を見せつけた。
- 拳槍閃

藍前 鉄破（あいぜん てっぱ）
声 - 檜山修之 / 水橋かおり（少年期）
十天閃が一人の「鎧布閃士（がいふせんし）」。藍前家十代目。琉朱菜の十天閃候補生時代の幼馴染で、超がつくほどの女好きの変態。琉朱菜曰く「エッチでドジな鉄破くん」。少年時代、女性の体などを触ったり観察したりしていた（唯一琉朱菜だけは触れなかった）が、実力もあり、飛んでくる石を軽々避けるなど一目置かれていた。しかし、結局根はスケベの為、琉朱菜の太ももに触りたいというだけの為にわざと石に当たるなどし呆れられていた（琉朱菜だけは面白いと笑っていた）。賞金首となった琉朱菜が、天都に近づくのを阻止するための刺客として登場したが、琉朱菜を降ってくる岩から救けることで不意をつくつもりだったが、胸が手が当たってしまいスケベな反応した為に素性がバレた挙句撤回している間に石が降ってきて気絶するなど現在でも性格が変わっていない。しかし、実力も健在で、鎧布閃術を駆使し琉朱菜を追い詰めたが、銃の引き金の間に鎧布閃を通すという荒業で躱された挙句そのまま折られてしまい敗北し、歴代十天閃を勤めてきた藍前家としてプレッシャーに押しつぶされそうになっていたが、琉朱菜に優しくだかれ「終わったんだよ」という言葉を聞き戦意無くした。その後、琉朱菜に誘いを受けたがこれを断り、用済みとして道化師に抹殺されかけもしたが、鎧布閃術を使いうまく攻撃を逸らし身を隠した。その後天都に女の子達と暮らしていたが、都の厳重警備の知らせを受け、琉朱菜達が天都に到着後合流した。その後琉朱菜と弥次郎を救出するなど活躍した（弥次郎の時は、足だけ引っ張る形になり弥次郎が顔面強打したが）。
金剛石を加工し鋼の糸を織り込んだ衣を自在に操る防御兵器「鎧布閃術」の使い手で、藍前家は代々、鉱物資源の採掘精製を生業とし、その技をもって天子の守りを仰せ付かってきた。
- 金剛鎧布/螺旋槍刃/金剛苦無布/藍前流鎧布閃術・巻砲螺旋爆布

白尾 神之進（はくび しんのしん）
声 - 矢尾一樹
十天閃が一人の「水狼閃士」。「白閃光の主」の異名を持つ。水中閃術を得意とする。鉤爪と魚雷ミサイルの使い手。白仙湖で琉朱菜と戦い水中の抵抗の少ない魚雷ミサイルの通った道、気泡のトンネルを応用した攻撃に敗れる。水中での会話は木製の立て札を使うため琉朱菜曰く忙しい人。
原作では終盤まで登場しているが、アニメでは任務失敗後は用済みとして道化師に抹殺された。
蒼馬 三蔵（そうま さんぞう）
声 - 立木文彦
元十天閃の「牙楽閃士」。アニメ版では道化師の刺客。バグパイプ型の武器「神音砲」を浴びた者は三半規管から与えたダメージから平衡感覚を失い立つすら間々ならなくなり銃の狙いも定まらなくなる。空気の振動波で、相手の守りを崩す烈破波動陣の技を持つが、大量の息継ぎを必要とするため長時間の息継ぎが出来ないなどの弱点を持っている。
琉朱菜との戦いで平衡感覚を奪い追い詰めるも琉朱菜のゼロ距離射程閃術・天竜星撃に倒された。干し椎茸と話し合いが嫌い。
任務失敗後は原作では消息不明になっているが、アニメでは用済みとして道化師に抹殺された。
- 神音砲/烈破波動陣

白土 風花（しらと ふうか）
声 - 鈴木菜穂子
アニメオリジナルキャラ。蒼馬三蔵の後任として現れた新たな女の十天閃の刺客。別名「狙撃閃士」。元弥次郎の仲間で、雪山の事故で崖から転落し、その後も消息を絶ち亡くなったと思われていた。それから1年半後雪山で刺客として弥次郎の前に姿を現し再会を果した。崖からの転落で瀕死の重傷を負い死の寸前に道化師の与えた「魔の閃」を同化させる事で辛うじて命を取り留めたが、「魔の閃」を破壊すると彼女の命も尽きる事になる。
道化師の正体を知った事で、利用された事に気づき道化師の攻撃から捨て身で弥次郎の身を庇い、その衝撃により崖から転落し闇へと消え生死不明となる。風龍王と同じく「魔の閃」を操る。
- 妖雪亂舞/妖花亂舞閃術

以下は原作のみ登場。
紅 桜華（くれない おうか）
年齢：20歳 / 身長：165cm / B・W・H：80・54・78
桃華の妹。十天閃総大将の「一槍閃士」。その強さは他の十天閃3人分に匹敵するほど。姉である桃華を最強のライバルであり、超えるべき壁と認識していた。早雲と出会った後、琉朱菜一派を襲い貶めた事を正式に謝罪する。
拳槍針
藍前 鉄香（華）（あいぜん てっか）
年齢：15歳 / 身長：159cm / B・W・H：81・55・80
鉄破の妹。鎧布閃術有段者。（厳密に言えば十天閃のメンバーでは無いと思われる。）超がつくほどのブラコンで、琉朱菜を嫌悪している。
- 鎧布

紫賀十左ェ門（しが じゅうざえもん）
十天閃最強の「無敵閃士」。常にウサギのような着ぐるみを着ている。あらゆる武器の構造を完全に記憶しており、一瞬のうちに敵の武器を解体する「崩閃爪」の使い手。
実は絶世の美男子であり、みかんやゆずりはを始めとする婦女子が彼の顔を見ただけでメロメロになって隊列を乱す為、常に着ぐるみを着ている。
- 崩閃爪

黄魔 弾丞（おうま だんじょう）
十天閃が一人の「熱攻閃士」。ブースターを仕込んだ「鉄甲」で相手を粉々にする熱血漢。
- 鉄甲/神風嵐

緇門 ゆずりは（しもん ゆずりは）
十天閃が一人の「華薬閃士」。自在に動く鞭型の武器「威綱」で相手を追い詰める巫女の少女。普段は能面を被っており、外れると泣き虫になる。
- 威綱

橙条 本丸（とうじょう ほんまる）
十天閃最年少の「機巧閃士」。「なんだな」が口癖の少年。無数のミサイルを仕込んだカラクリ兵器に搭乗している。
- カラクリ兵器・雷轟丸

### 悪人・敵対者
道化師（どうけし） / 開山道士（かいざんどうし） / 鉄仮面男爵（てつかめんだんしゃく）
声 - 中田和宏
刹那の側近の一人。仮面を付けた謎の人物で、「魔の閃」の使い手。「力こそすべて」と自称し目的遂行のためならば十天閃いえど葬る事も厭わない。初登場時では風龍王の側近として登場。
原作漫画での正体は狂科学者鉄仮面男爵。ラスボスを務めており、琉朱菜が探し求めていた「海の果ての故郷」を7年前に滅ぼした張本人という設定。武者貴族の協力を得て天都最中枢まで乗り込むと、天都の全エネルギーを供給する永久機関太陽光絡繰を掌握し戦国世界そのものを滅ぼそうと暴れ回る。最後は琉朱菜たちの活躍で中枢部が破壊され、絡繰と共に湖底に没する。
アニメでの正体は天下統一を目論む開山道士で、かつて弥次郎や風花などの｢剣士｣達に剣の道を説いた隊長であり、天子が全ての元凶であり、天下統一する事が戦乱の世を終わらせる方法だとし、刹那もを唆した黒幕。最後は弥次郎との戦いに敗れ弥次郎と和解？するが、再度「魔の閃」を手に取る寸前に紅桃華に破壊され絶命する。
風龍王（ふろんおう）
声 - 高城元気
17歳の国王。幼い頃の病で、体が幼いままになっている。その正体は殲滅兵器を身に纏った手配書の賞金首の一人で、道化師の企みに加担されていた。先代の国王亡き後、途方にくれていた時に道化師と出会った。先代国王の遺言を遂行するため国や民を救うために道化師の甘い誘いにのり自身の成長過程を引き換えに「魔の閃」たる殲滅兵器を手にした。その理由により体は7歳のままになっていたが、琉朱菜に装甲破壊された事で、本来の姿を取り戻した。強度の装甲と空気砲で、琉朱菜を幾度無く追い詰めた序盤の強敵。
悪鬼 那号（あっき なごう）
声 - 梁田清之
琉朱菜が最初に戦った夜盗の頭。破壊型連弾銃ガルドの使い手。威力は絶大だが弾は遅く命中率が低い。身代金目的で城を奪い殿を人質にとるが、琉朱菜との戦いに敗れ琉朱菜にフンドシ一丁にされ、その場を逃げ出した。
ハゲ 天狗（ハゲ てんぐ）
声 - 西村知道
町の治安を任されている通称閃士様（上記名称は琉朱菜からの罵声）。町の人々達から笑顔を奪い約束を破った者には容赦なく殺害も厭わない。さらに町人達からのそば代として稼ぎを取り上げるなど非道な限りを尽くしていた。無敵連射砲六門閃の使い手ではあるが引き金を引く前に琉朱菜の先手攻撃による軸諸共打ち抜かれ敗北し、逃走した。
アニメ版では後に手配書の賞金首となった琉朱菜を再び襲い、不意打ちで彼女を撃とうとしたため弥次郎に斬られて絶命した。また放送コードの関係か琉朱菜からの呼称が「ツルピカ天狗」になっている。
伝馬 ガン蔵（てんま ガンぞう）
声 - 西前忠久
山賊“天魔棟”の頭。かつて紅みかんの両親を殺害した人物。かなりのお調子者でもある。
琉朱菜と紅みかんとの戦いに敗れ改心する。その後「桃華楼」の増築工事に力を貸した。
造師 蛮丸（ぞうし ばんまる）
声 - 西村朋紘
武者貴族の一人でカラクリ造師。伝馬ガン蔵の参謀。通称「麻呂」で、ガン蔵からは先生と呼ばれている。自身が造りだしたカラクリ兵器を操る。語尾に「ごじゃる」を付けて話す事が多い。十天閃に憧れているような言動が見受けられる。
琉朱菜との戦いに敗れた事で、改心しカラクリ造師として「桃華楼」の増築の設計に力を貸した。
鉄壊鬼 バ王（てっかいき バおう）
原作「天都大戦編」登場の反朝廷軍（アンチ）の切り込み隊長。金貨4000枚の賞金首。「地獄の料理人」の異名を持つ巨漢で、料理になぞらえ敵を切り刻む。その剣技は一瞬にして街並みを瓦礫の山に変えてしまうほど。食事を邪魔され怒り心頭の弥次郎と戦い、剣が折れた彼を窮地に追い込むが、逆に爆牛刀をへし折られ、地面にめり込まされた。
- 爆牛刀/壊天千斬り/ぶつ斬り乱舞/微塵斬り太鼓/かつらむきドライバー/息の根下ろし

異国人の男
原作「天都大戦編」に登場した、幼い日の琉朱菜が初めて戦った賞金首。琉朱菜と同じ海の果ての国から来た金髪の大男で、ガトリングガンを携えて暴れていたため金貨1千枚の賞金が課せられていた。琉朱菜のどんぐりゴムパチンコにより武器を破壊され、駆け付けた早雲に成敗されて当時は十天閃だった桃華に護送された。
5年後、悪徳武者貴族に釈放され、反朝廷軍の絡繰の修繕を行わされる。約束を反故にした武者貴族に射殺されそうになったが琉朱菜に救われ、無事に改心した。そこで琉朱菜に祖国の惨状を伝え、当てのない旅に出る。

### その他のキャラクター
琴（こと）
声 - 永井のあ
酒岩処の女性店員。風龍王との戦いで、傷を負った琉朱菜を偶然見つけ助けた。風龍王が好き。
原作では空気弾に巻き込まれて消息不明（おそらく即死）になっているが、アニメでは無事に存命し、風龍王の心の鎧を剥いだ。
藍（あい）
声 - 永井のあ
旅籠屋の少女。食料に困っていた琉朱菜に食べ物をあげた事で、親しくなり琉朱菜に救いを求めた。
松屋 権之助（まつや ごんのすけ）
白仙湖沿岸を支配する豪族。ヘビースモーカーで葉巻を咥えている。密航を嘆願するみかんから桃華楼の割引券で買収され船を貸した。
虎島 乱（とらじま みだれ）
虎島一族現当主ですぐはの兄。弥次郎とは義兄弟の契りを結ぶ、質実剛健たる剣豪。
弥次郎により妹の命が奪われたことを憎悪し、反朝廷軍（アンチ）に加担。磁霊気（エレキ）を纏う絡繰刀「霹靂の太刀」を携え、弥次郎を襲撃する。しかし何を受けても膝をつかず、すぐはの魂も背負って前に進み続ける弥次郎の胆力に敬服し、宗家の家宝「虎牙の大太刀」を託した。
- 霹靂の太刀

虎島 すぐは（とらじま すぐは）
虎島一族本家の娘。分家の跡取りである弥次郎の幼馴染。ヘタレで弱虫な性格ゆえ、周囲から心配されていたが、弥次郎と共に旅に出た事で徐々に勇気を得ていく。ナバンバで弥次郎を救うべく命を落とした。その事は弥次郎にとっての消えぬトラウマとなっている。

## 用語
閃士（グレネーダー）
作中において、銃を操る戦士のことを指す言葉。単に銃を武器とする者だけでなく、火薬を用いた武器や特殊な飛び道具等を武器とする者も閃士に分類されている。多くは山賊やヤクザまがいの蛮行に及んでいるので、庶民からの評判は悪い。
武者貴族
行政を担う役職の貴族。アニメでは単なる腐敗した悪代官扱いだが、原作では十天閃創設前は天子の護衛も担っていたため、十天閃を嫌悪しており、道化師を天都最中枢まで呼び寄せ、用済みとなった途端に道化師により皆殺しにされる。
白仙湖
天都を取り囲む巨大な湖。周囲に常に濃霧が立ち込めている天然の水堀。
中央天都
天子と十天閃が住む都。アニメ版では天道琉朱菜と大御堂刹那の故郷でもある。
十天閃
天子に使える10人の閃士。普通の閃士以上に強力な力を持つ。多くのメンバーが名前か苗字のどちらかに色を表す漢字が入っている。
魔の閃
強力な空気の刃（弾丸）で、道化師（開山道士）、風龍王、白土風花が使っていた力。
ナバンバ
天都北東に位置する霊峰の聳え立つ山脈。「頂に財宝あり」という伝説を真に受けた侍や閃士が幾度となく挑み、散っていったことから「兵の墓場」の異名を有し、ふもとには上昇気流に乗って槍や刀が降り注いでいる。

## 登場メカニック
鬼蛮天（きばんてん）
蛮丸建造の発条式拠点制圧用巨大絡繰。内部には鏡の反射を利用した映像絡繰と熱感知絡繰を搭載。右腕には熱誘導絡繰を感知する射程30㎞の超大型砲、左腕には毎分500発の四連装マシンガンを装備。連続起動時間は5時間を超える。
琉朱菜と交戦するも右肩内部の弾薬庫を直接破壊されて大破した。
死機（しき）
道化師が操る無人絡繰。カカシのような形状をしている。飛燕火鎚や閃光催眠など様々な絡繰を備える。
殲滅要塞戦艦 死角號（せんめつようさいせんかん デスホーンごう）
道化師が密かに建造していた、ナバンバの秘宝の正体。全長300m、全砲数15門を備え、陸上をキャタピラで移動することも可能な戦艦。
内部は極限まで無人化され、死機により操縦が行われる。甲板には全長158mに及ぶ巨大砲「死角大砲（デスホーンキャノン）」が内蔵され、最大射程は30㎞、放てば2発で天都を滅ぼすほどの爆発を起こす。
ナマリと琉朱菜の最終決戦の場となり、琉朱菜と弥次郎により死角大砲が倒されたことでバランスを崩し転覆、轟沈する。
太陽光絡繰（ソーラージャケット）
数百年前に異国からもたらされた、天都のエネルギーを供給する絡繰。最中枢に保管されていたが、武者貴族を利用した道化師により乗っ取られ、巨大な怪物へと変貌を遂げる。自衛用の近接機関砲や六方向に同時発射可能なビーム砲を搭載。
力への妄執に飲み込まれた道化師と融合し天都周辺を破壊したが、みかんの作り出した風船で日光の供給を防がれ、そのすきを突かれて琉朱菜に中枢を破壊され、地中に戻って行った。

## 単行本
角川書店より発売。
- 『グレネーダー1』 （2003年7月1日発売） ISBN 4-04-713558-5
- 『グレネーダー2』 （2003年11月1日発売） ISBN 4-04-713579-8
- 『グレネーダー3』 （2004年10月1日発売） ISBN 4-04-713663-8
- 『グレネーダー4』 （2004年10月1日発売） ISBN 4-04-713672-7
- 『グレネーダー5』 （2005年1月26日発売） ISBN 4-04-713706-5
- 『グレネーダー6』 （2005年1月26日発売） ISBN 4-04-713707-3
- 『グレネーダー7』 （2005年5月26日発売） ISBN 4-04-713724-3

## テレビアニメ
『グレネーダー 〜ほほえみの閃士（せんし）〜』のタイトルで、2004年10月14日から2005年1月13日まで、WOWOWにて放送された。また、2005年1月からは地上波でも放送された。全12話。
WOWOW版と地上波版では、オープニングやエンディングが異なる（最終話のみ、地上波版もエンディングが「悲しみに負けないで」となっている）。
漫画版とは世界観や登場人物こそ同じだが、連載途中にアニメ化され一足先に完結したため、各設定が大幅に変更されている。特に琉朱菜の性格は大幅に異なり、言葉遣いも穏やかなものとなった。設定が大幅に変更されているため、アニメオリジナルの人物やアニメ未登場の人物、原作では死んだのにアニメでは生きている人物やその逆となった人物が、非常に多い。
DVDの映像特典には、本編の裏側における他の人物の様子を見ることができる『一方その頃劇場』が収録されている。

### スタッフ
- 原作 - 海瀬壮祐
- 監督 - 神志那弘志
- シリーズ構成・脚本 - 桶谷顕
- キャラクターデザイン・総作画監督 - 井上英紀
- 美術監督 - 阿部行夫
- 色彩設定 - 茂木美実
- 撮影監督 - 丸山哲右
- 編集 - 岡祐司
- 音響監督 - 亀山俊樹
- 音楽 - 岩崎文紀
- プロデュース - 芦田豊雄、河邑一志、大橋豊
- アニメーションプロデューサー - 桜井宏
- アニメーション制作 - スタジオ・ライブ、グループ・タック
- 製作 - グレネーダー製作プロジェクト（東芝エンタテインメント、松竹、博報堂DYメディアパートナーズ、ポニーキャニオン）

### エージェント・リリース
- アニメワークス（英語版）（北アメリカ）
- ブラックボックス (企業)（フランス語版）（フランス）
- TOKYOPOP（ドイツ）
- Anime Gate（ポーランド語版）（ポーランド）
- MC Entertainment（ロシア語版）（ロシア・カザフスタン）
- 木棉花國際（中国語版）（台湾）

### 主題歌
WOWOW版
オープニングテーマ「KOHAKU」
作詞 - 奥井雅美 / 作曲・編曲 - 矢吹俊郎 / 歌 - 下川みくに
エンディングテーマ「悲しみに負けないで」
作詞・作曲・歌 - 下川みくに / 編曲 - Sin
地上波版
オープニングテーマ「暁ノ空ヲ翔ル」
作詞 - 上松範康 / 作曲・編曲 - 藤田淳平 / 歌 - 佐藤裕美
エンディングテーマ「花のように」
作詞・歌 - 佐藤裕美 / 作曲 - 上松範康 / 編曲 - 藤田淳平
最終話エンディングテーマ「悲しみに負けないで」
作詞・作曲・歌 - 下川みくに / 編曲 - Sin

### 各話リスト
| 話数     | サブタイトル           | 絵コンテ   | 演出             | 作画監督   | 放送日         |
| -------- | ---------------------- | ---------- | ---------------- | ---------- | -------------- |
| 第一話   | ほほえみの閃士         | 神志那弘志 | 神志那弘志       | 井上英紀   | 2004年10月14日 |
| 第二話   | 狙われた琉朱菜         | 吉川博明   | 吉川博明         | 倉田綾子   | 2004年10月21日 |
| 第三話   | 魔の閃                 | 吉川博明   | 洪憲杓           | 菅野利之   | 2004年10月28日 |
| 第四話   | 笑わない町             | 中川聡     | 中川聡           | 諏訪可奈恵 | 2004年11月4日  |
| 第五話   | 爆裂! 拳槍閃・紅桃華   | 洪憲杓     | 洪憲杓           | 原田峰文   | 2004年11月11日 |
| 第六話   | 風船使いみかんの仇討ち | 西村聡     | 中川聡           | 高橋美香   | 2004年11月18日 |
| 第七話   | いざ、天都へ           | 洪憲杓     | 洪憲杓           | 青嶋克己   | 2004年11月25日 |
| 第八話   | 想い出の敵・藍前鉄破   | 中川聡     | まつもとよしひさ | 杉本光司   | 2004年12月2日  |
| 第九話   | 風花、舞う時…          | 吉川博明   | 吉川博明         | 大島美和   | 2004年12月9日  |
| 第十話   | 天都入り               | 竹内浩志   | 洪憲杓           | 諏訪可奈恵 | 2004年12月16日 |
| 第十一話 | 天子との対決           | 吉川博明   | 吉川博明         | 高橋美香   | 2005年1月6日   |
| 最終話   | 旅で身につけたもの     | 神志那弘志 | 神志那弘志       | 井上英紀   | 2005年1月13日  |

### 放送局
| 放送地域   | 放送局   | 放送期間                       | 放送日時           | 放送系列       | 備考                |
| ---------- | -------- | ------------------------------ | ------------------ | -------------- | ------------------- |
| 日本全域   | WOWOW    | 2004年10月14日 - 2005年1月13日 | 木曜 24:30 - 25:00 | BSデジタル放送 | 製作局              |
| 神奈川県   | tvk      | 2005年1月8日 - 3月26日         | 土曜 25:00 - 25:30 | 独立UHF局      |                     |
| 近畿広域圏 | 毎日放送 | 2005年1月8日 - 3月26日         | 土曜 26:25 - 26:55 | TBS系列        | アニメシャワー第2部 |
| 中京広域圏 | メ〜テレ | 2005年1月12日 - 3月30日        | 水曜 27:08 - 27:38 | テレビ朝日系列 |                     |

※WOWOWでは、放送開始前の2004年10月7日に『グレネーダー 〜ほほえみの閃士〜』直前スペシャルが放送された。

### ネットラジオ
テレビ放送と同時期の2004年10月8日に、『グレネーダーほほえみのネットラジオ 高橋美佳子と中井和哉のご一緒しませんか?』のタイトルで公式サイトにて放送開始。毎週金曜日更新で、計15回放送された。WOWOW放送終了と同時期に一旦終了したが、地上波放送開始に合わせて『〜リターンズ!』として復活。不定期更新で計12回放送された。さらに公開録音が決定したため、『〜マンモス!』として復活。公開録音告知と公開録音の計2回放送。ちなみに、『ご一緒しませんか?』は1回から7回までが「グレネーダーほほえみの閃士DVD1巻初回限定版特典CD」として、8回と9回は「グレネーダー ほほえみの閃士 ドラマCD1一方あの頃劇場Target 1」に、10回から12回までは「グレネーダー ほほえみの閃士 ドラマCD2一方あの頃劇場 Target 2」に13回から15回までは「グレネーダーほほえみの閃士RELOADファンディスク特典CD」 に収録されている。
コーナー
※『〜ご一緒しませんか?』のみ
今週の温泉紹介
アニメに出てきた温泉にキャストが後付け設定を付けるコーナー。偉い人KさんがOKを出すと何でもOKになる。
東京温泉事情
都内にある温泉を紹介するコーナー。
泉士の技
温泉に行くまでの楽しみ、温泉に着いてからすることなどを温泉を満喫する方法を投稿してもらう。
ゲスト
『〜ご一緒しませんか?』
- 第5回 - 松岡由貴（紅みかん役）
- 第15回 - 松岡由貴（紅みかん役）、本多知恵子（天子役）、中田和宏（道化師役）

『〜リターンズ』
- 第2回 - 河邑一志（アニメプロデューサー）
- 第5回〜第8回 - 小菅真美（紅桃華役）、大橋豊（アニメプロデューサー）
- 第9回 - 神志那弘志（アニメ監督）
- 第10回・第12回 - 佐久間紅美（霞役）

## 関連商品

### 音楽CD
ポニーキャニオンより発売。
- 『暁ノ空ヲ翔ル』 （2005年1月19日発売） PCCG-70008
- 『悲しみに負けないで／KOHAKU』 （2004年10月27日発売） PCCA-2092
- 『グレネーダー 〜ほほえみの閃士〜 オリジナルサウンドトラック』 （2004年12月15日発売） PCCG-00663

### ドラマCD
音楽CDと同じくポニーキャニオンより発売。
- 『グレネーダー 〜ほほえみの閃士〜 一方あの頃劇場 Target 1』 （2005年2月16日発売） PCCG-00673
- 『グレネーダー 〜ほほえみの閃士〜 一方あの頃劇場 Target 2』 （2005年3月16日発売） PCCG-00675

### セルDVD
（16:9スクイーズ収録〈一部映像特典は4:3〉 片面2層 MPEG-2 組枚数:1 発売元:東芝エンタテインメント）
- 『グレネーダー 〜ほほえみの閃士〜 Bullet1』 （2005年1月28日発売） DA-0494
- 『グレネーダー 〜ほほえみの閃士〜 Bullet2』 （2005年2月26日発売） DA-0561
- 『グレネーダー 〜ほほえみの閃士〜 Bullet3』 （2005年3月29日発売） DA-0562
- 『グレネーダー 〜ほほえみの閃士〜 Bullet4』 （2005年4月28日発売） DA-0563
- 『グレネーダー 〜ほほえみの閃士〜 Bullet5』 （2005年5月28日発売） DA-0564
- 『グレネーダー 〜ほほえみの閃士〜 Bullet6』 （2005年6月29日発売） DA-0565
- 『グレネーダー 〜ほほえみの閃士〜 ファンディスク RELOAD』 （2005年7月29日発売） DA-566
- 映像特典
  - 井上英紀描き下ろしジャケット
  - TV未公開！DVD用新作映像
  - ピクチャーレーベル
  - オールカラー8Pブックレット
  - 本編オーディオコメンタリー収録
  - 特典CD

レンタルDVDでも発売、発売元は株式会社ポニーキャニオン。